# Teucrium antiatlanticum
Teucrium antiatlanticum là một loài thực vật có hoa trong họ Hoa môi. Loài này được (Maire) Sauvage & Vindt miêu tả khoa học đầu tiên năm 1956.